# Open d'Athènes (karaté)
Pour les articles homonymes, voir Open d'Athènes.
 (octobre 2024).
Si vous disposez d'ouvrages ou d'articles de référence ou si vous connaissez des sites web de qualité traitant du thème abordé ici, merci de compléter l'article en donnant les références utiles à sa vérifiabilité et en les liant à la section « Notes et références ».
 (octobre 2024).
 (janvier 2023).
L'Open d'Athènes est une compétition mondiale de karaté ayant lieu chaque année à Athènes, en Grèce. Fondée en [Quand ?], elle constitue depuis 2012 la huitième étape de la Karate1 Premier League établie en 2011.